# Budo

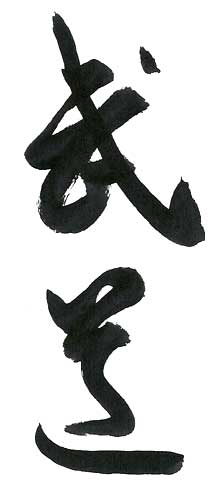
Budo escrit en japonès

El budo (en japonès 武道  budō, compost de «bu», "guerra" i “do”, la "via" o el "camí") són les arts marcials japoneses aparegudes principalment entre mitjan segle xix i mitjan segle xx, com una evolució de les antigues tècniques guerreres, anomenades bujutsu. Sense utilització d'armes: aikido, judo, karate. Amb utilització d'armes iaido, jodo, kenjutsu, kendo. Els budo més coneguts a Europa són el judo, el karate, el kenjutsu i l'aikido.

## Història
Les bujutsu desenvolupades durant l'edat mitjana japonesa es transformaren per tres causes:
- L'arribada de les armes de foc, que varen deixar obsolet el seu concepte de la guerra; les armes de foc (teppô) arribaren de la Xina a la fi del segle xiv, però el seu ús va ser molt limitat (essencialment utilitzades pels clans Hôjô i Takeda); varen ser els portuguesos, arribats a mitjans del segle xvi, qui les van difondre, ja que eren de millor qualitat que les anteriors.
- Dos segles de pau interna del Període Edo, durant els que les tècniques guerreres evolucionaren del combat de masses cap al refinament dels duels.
- La Restauració Meiji, que provocà la desaparició del sistema feudal, i sobretot de la casta dels guerrers (bushi i buke, anomenats actualment samurai).
- Cap a mitjans del segle xix, diverses persones (especialment Jigoro Kano, Morihei Ueshiba i Gichin Funakoshi) prenen consciència que les tècniques guerreres tenien encara un paper educatiu i de promoció internacional. Va ser així com els jutsu (tècniques) es convertiren en do (vies): el kenjutsu (esgrima) cediria el seu lloc al kendo, del jujutsu (tècniques de fluïdesa) naixerien el judo i l'aikido, les tècniques de boxa de la Prefectura d'Okinawa originarien el karate, el kyujutsu deixà pas al kyudo (tir amb arc zen)...

Malgrat aquests canvis, algunes arts marcials segueixen mantenint el seu sistema original tant d'ensenyament com d'organització i transmissió; són els Koryu bujutsu, que encara es practiquen avui en dia.

## Budo i espiritualitat
En la seva forma original, els budo estan inpregnats de budisme zen, de daoisme i de xintoisme.
- Des dels seus orígens, les diferents escoles (ryu) basaven les seves tècniques en principis secrets (mikkyo) i principis profunds (okuden) místics, com per exemple la importància de l'energia vital (txi), de la respiració (kokyu), del ventre (hara), considerat la seu l'energia vital en l'organisme (seika tanden)...
- Però també a causa de la voluntat dels creadors d'aquestes noves escoles d'educar els joves segons els valors tradicionals i de no-violència.

Aquesta impregnació filosòfica es pot percebre en la concepció de "vacuïtat", que és una de les essències de la pràctica del budo. Aquesta noció es pot traduir per les actituds de:
- "No-pensament": no pertorbar l'esperit per no deformar la percepció del món, oblidar la por per combatre eficaçment; l'esperit és similar a un llac reflectint el cel, si està agitat (per les emocions), es deforma la imatge percebuda (d'on ve l'expressió mizu no kokoro, el "cor semblant a l'aigua")
- "No-acció": no oposar-se a l'atac, però guiar-lo, percebre la intenció de l'adversari sense deixar aparèixer les pròpies intencions; així l'atac és controlat en el mateix moment en què l'adversari el formula dins el seu esperit, l'acció s'acaba abans d'haver començat.

Aquesta dimensió en alguns casos s'ha deixat completament de banda, concretament en el judo de competició i el karate full-contact. En alguns casos, al contrari, se li dona molta importància als nostres dies, especialment dins l'aikido i el kyudo.